# Trentepohlia (Trentepohlia) fuscoapicalis
Trentepohlia (Trentepohlia) fuscoapicalis is een tweevleugelige uit de familie steltmuggen (Limoniidae). De soort komt voor in het Afrotropisch gebied.